# Gina Amendola
Luigina Amendola (* 1. September 1896 in Grottaminarda; † 7. Oktober 1968 in Rom) war eine italienische Schauspielerin.

## Leben
Amendola stammte aus einer Bühnenfamilie und wuchs von klein auf mit dem Theater heran. Sie trat in vielen Komödien auf (1928 etwa ist sie mit der „Compagnia Regina“ im Stück L'occhio del mondo bezeugt); ihre Filmkarriere begann sie – nach einem Ausflug im Jahr 1939 – in den 1950er Jahren, wobei sie sich auf Charakterstudien römischer Frauen spezialisierte und ausdrucksvoll Tanten, furchtsame Mütter, neugierige Hausmeisterinnen und intrigenspinnende Nachbarinnen interpretierte, aber auch Damen mit weiten Herzen. Mitte der 1960er Jahre beendete sie ihre Laufbahn. Immer war sie dabei der Bühne treu geblieben und hatte u. a. mehrere Jahre im Ensemble um Checco Durante gespielt.

## Filmografie (Auswahl)
- 1939: In campagna è caduta una stella
- 1958: Diebe haben’s schwer (I soliti ignoti)
- 1964: Le motorizzate